# قراول حاجی تاجی
قراول حاجی تاجی، روستایی از توابع بخش مرکزی شهرستان کلاله در استان گلستان ایران است.این روستا ریشه تاریخی از خاندان اشرافی دوران قبل از رضا شاه دارد.اولین خانه‌ای که در این روستا ساخته شد کلبه‌ی گِلی بود که نام سازنده آن خانه حاجی تاجی خان شیروزاده بود. این بزرگوار ، داماد بزرگمرد ترکمن صحرا آلیارخان بوده است.ایشان یکی از بزرگترین مردان آن زمان بود.قد او به دو متر میرسید و هیکلی چهارشانه داشت.او قلب خیلی مهربانی هم داشت چون او به دوستان خود از توابع فارسیان و کردستان و زاهدان از زمین های کشاورزی داد و به آن ها اجازه ساخت خانه داد

## جمعیت
این روستا در دهستان کنگور قرار دارد و براساس سرشماری مرکز آمار ایران در سال ۱۳۸۵، جمعیت آن ۹۱۵ نفر (۲۱۸خانوار) بوده‌است.